# Улица 232-й стрелковой дивизии
Улица 232-й стрелковой дивизии — улица в микрорайоне Придонской, Советского района Воронежа. Застроена преимущественно многоэтажными домами. Имеет пересечения с улицами: А. Киселёва, Заполярная, Защитников Родины.
Улица названа в честь воинов 232 стрелковой дивизии подполковника И. И. Улитина, героически сражавшихся на подступах к Воронежу в 1942 году и нанёсших большие потери в технике и живой силе врагу.

## Транспорт
Через улицу следуют:
- № 8 Завод ВКСМ — ВАИ (Институт ФСИН) (каждые 10 минут)
- № 17 Завод ВКСМ — Юго-западный рынок (каждые 20 минут)
- № 60 Завод ВКСМ — Боровое (почта) (каждые 10 минут)
- № 61 Подклетное — Гостиница Брно (через Придонской) (каждый 1 час)
- № 82 Улица Екатерины Зеленко - Больница №8 (каждые 2 часа)